# László Vetési
László Vetési (* vor 1460) war ein ungarischer Humanist.
In den 1460er Jahren studierte er in Ferrara Griechisch. Er schrieb Gedichte und hielt lateinische Reden. Als Gesandter Matthias Corvinus sprach er 1475 in Rom vor dem Papst. Seine Zeitgenossen (beispielsweise Janus Pannonius und Francesco Filelfo) schätzten seine literarischen Werke, seine lateinischen Gedichte wurden jedoch nicht herausgegeben.